# Joachim Römer (Journalist)

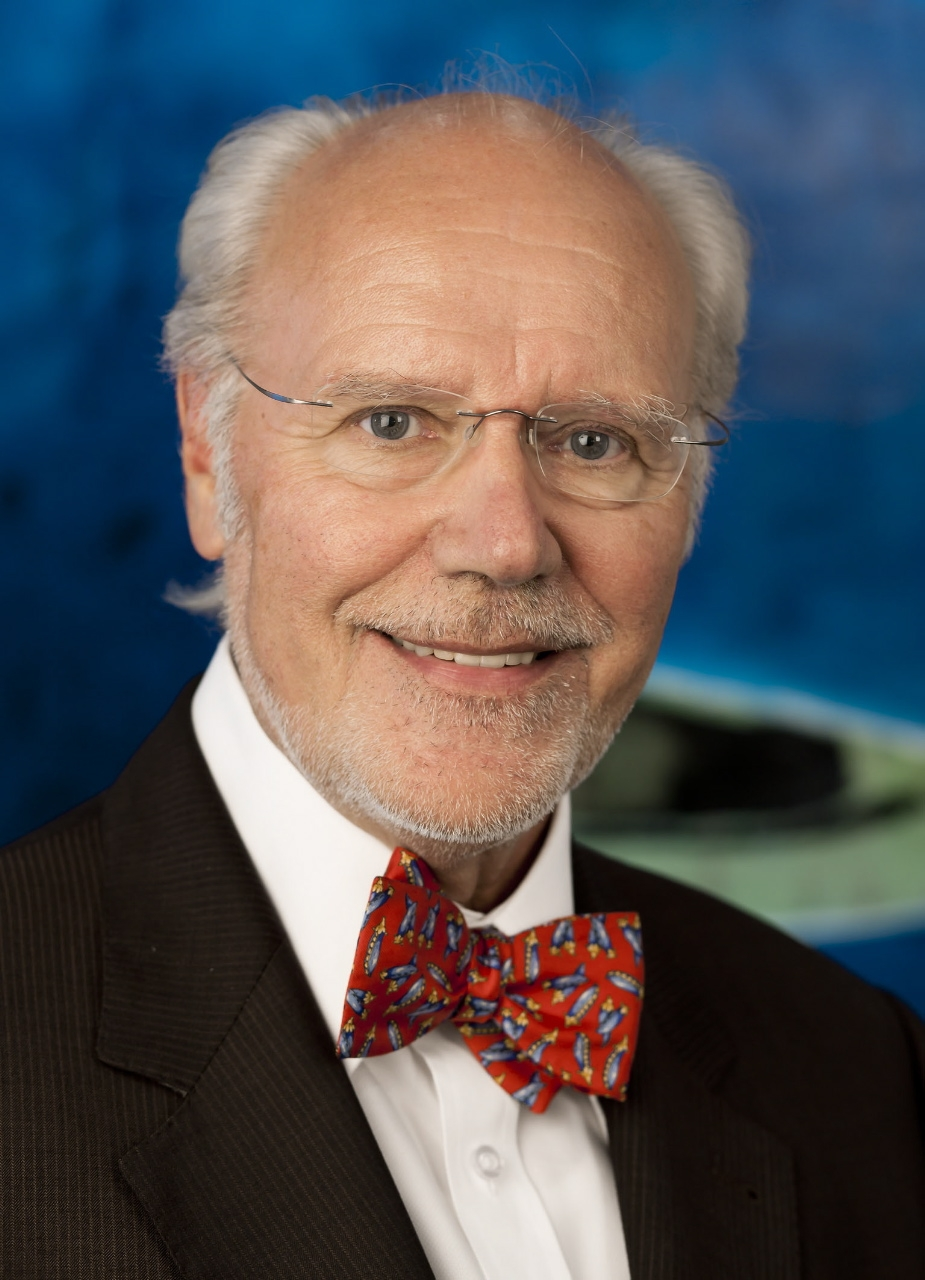
Joachim Römer (2011)

Joachim Römer (* 7. Juni 1943 in Wuppertal) ist ein deutscher Journalist, Autor und Restaurantkritiker.

## Leben
Römer erlernte nach dem Abitur den Redakteursberuf beim Wuppertaler General-Anzeiger und spezialisierte sich zunächst auf die Themen Motor und Verkehr. 1972 gründete er ein Pressebüro in Köln, das sich zunächst schwerpunktmäßig mit Verkehrsthemen befasste.
Seine wichtigste Aufgabe war neben zahlreichen Haus und Kundenzeitschriften bis 1979 die redaktionelle Gestaltung der Zeitschrift der Deutschen Verkehrswacht e.V. Hierfür wurde er 1978 zusammen mit Rainer Hessel mit dem Christophorus-Preis des Gesamtverbandes der Deutschen Versicherungswirtschaft ausgezeichnet.
Von 1981 bis 1997 gestaltete er im Auftrag der Industrie- und Handelskammer zu Köln die Zeitschrift markt+wirtschaft, die er zu einem viel beachteten regionalen Wirtschaftsmagazin ausbaute. Bestandteil der Neukonzeption war ein „Restaurant-Tipp“ auf der letzten Seite des Magazins, der bis heute erscheint und das Fundament zu seiner Tätigkeit als Restaurantkritiker legte.
In den Jahren 1984 bis 1992 fungierte sein Pressebüro als externe Pressestelle des Hotel- und Gaststättenverbandes Nordrhein-Westfalen sowie des Kölner Brauerei-Verbands mit der Biersorte Kölsch, speziell mit der Bekanntmachung der Kölsch-Konvention.
In den Jahren 1985 bis 1995 schrieb er wöchentliche Restaurantkritiken für die Kölner und Bonner Ausgaben der Boulevardzeitung Express. Die dabei gesammelten Erfahrungen verarbeitete er erstmals 1989 in einem regionalen Restaurantführer, der alljährlich aktualisiert wird und für das Jahr 2014 in der 25. Ausgabe erschien. Seit 2015 erscheint der Restaurantführer ausschließlich online.
Römer ist Mitglied im Food Editors Club Deutschland e.V. Er lebt und arbeitet in Köln und am Chiemsee.

## Bücher
- Römer’s Restaurant Report (25 Ausgaben 1989–2014), ISBN 978-3-7616-2704-4
- mit Gérard Schmidt: Kölsch Kaviar un Ähzezupp, Wienand 1990–2006, ISBN 3-87909-206-0
- mit Michael Ditter (Hrsg.): Culinaria – Europäische Spezialitäten, Könemann 1994, ISBN 3-89508-056-X
- Kölsches Kochbuch, Wienand 1998, ISBN 3-87909-386-5
- Kulinarische Reisebücher: Die Eifel, Der Niederrhein, Die Ahr, Köln,  Bachem, 1998–2002, ISBN 3-7616-1323-7
- 60 Jahre Einzelgänger – Das Buch meines Lebens, BoD, 2003, ISBN 3-8330-0525-4
- Top Restaurants in Köln – 25 Jahre Gastronomie-Geschichte, Bachem 2013, ISBN 978-3-7616-2738-9